# Serse Cosmi
Serse Cosmi (Perugia, 5 de maio de 1958) é um treinador de futebol e ex-futebolista italiano que atuava como meio-campista. Atualmente está sem clube.

## Carreira de jogador
Como jogador, Cosmi teve uma carreira de pouco destaque, atuando em clubes de divisões amadoras; entre 1976 e 1986, jogou por Deruta, Julia Spello, Ellera, Foligno, Cannara e Pontevecchio., onde se aposentou com apenas 28 anos. Fora dos gramados, trabalhava como professor de uma escola primária

## Carreira de treinador
Sua estreia como técnico foi em 1987, comandando as categorias de base do Ellera, onde permaneceu até 1990, quando assumiu o time principal do Pontevecchio, exercendo o cargo por 5 anos.
Em 1995, assumiu pela primeira vez um time profissional, substituindo Giuseppe Pellicanò. Foi no Perugia que Cosmi teve seu melhor desempenho como treinador, entre 2000 e 2004, vencendo a Copa Intertoto da UEFA de 2003 e levando os Grifoni à Copa da UEFA de 2003–04.
Passou também por Genoa, Udinese, Brescia, Livorno, Palermo (4 jogos em 2011), Lecce, Siena, Pescara, Trapani, Ascoli e Venezia, voltando ao Perugia em 2020, sem repetir o mesmo destaque da primeira passagem.
Em março de 2021, Cosmi foi anunciado como novo técnico do Crotone, após a demissão de Giovanni Stroppa.

## Títulos
Perugia
- Taça Intertoto da UEFA: 2003